# Поцци, Стефано
Стефано Поцци (итал. Stefano Pozzi), 9 ноября 1699, Рим — 11 июня 1768, Рим) — итальянский живописец академического направления, рисовальщик и архитектор-декоратор.
Родился в Риме, был одним из четырёх сыновей трактирщика Джованни и Марии Агаты Шихмиллер. Его братья также стали художниками: Рокко (1701—1774), гравёр, вместе с которым Стефано иногда работал, Андреа (1718—1769), резчик по слоновой кости, Джузеппе (1723—1765), живописец.
Стефано Поцци учился в Риме, в мастерских двух лучших последователей академического живописца Карло Маратта: Андреа Прокаччини, который уехал в Испанию в 1720 году, а затем у Агостино Мазуччи. В 1736 году он женился на Лючии, дочери гравёра Джироламо Фреццы, которая родила ему пятерых детей. Четверо из них пережили младенчество: Гельтруда, Антония, Франческо, ставший гравёром, и Джованни — живописец акварелью и гуашью.
В 1732 году Стефано был принят в Папскую академию литературы и изящных искусств виртуозов при Пантеоне и стал её регентом в 1739 году. В 1736 году принят в Академию Святого Луки в Риме.
Поцци много работал по заказам римских церквей. В 1744 году он был вызван в Неаполь кардиналом Джузеппе Спинелли для украшения апсиды собора, восстановленной после землетрясения 1732 года архитектором Паоло Пози. Поцци писал алтарные картины и фрески. В последующие годы работал с архитектором Луиджи Ванвителли. Стефано Поцци писал картины и фрески по заказам знатных семей Боргезе, Колонна, Памфили.
Он умер в Риме 11 июня 1768 года, не составив завещания.
Архитекторы Винченцо Бренна, Джакомо Кваренги обучались классической живописи в мастерской Стефано Поцци.